# Euscorpius kinzelbachi
Espèce
Euscorpius kinzelbachi est une espèce de scorpions de la famille des Euscorpiidae.

## Distribution
Cette espèce est endémique du mont Olympe en Grèce entre Larissa en Thessalie et Piérie en Macédoine-Centrale.

## Description
Le mâle holotype mesure 33,42 mm et la femelle paratype 36,74 mm.

## Étymologie
Cette espèce est nommée en l'honneur de Ragnar Kinzelbach.

## Publication originale
- Tropea, Fet, Parmakelis, Kotsakiozi & Stathi, 2014 : Three new species of Euscorpius (Scorpiones: Euscorpiidae) from Greece. Euscorpius, no 190, p. 1-22 (texte intégral).